# خيسوس مارتينيز ألفاريز
خيسوس مارتينيز ألفاريز (بالإسبانية: Jesús Martínez Álvarez)‏ هو سياسي مكسيكي، ولد في 18 سبتمبر 1944 في أوخاكا في المكسيك. حزبياً، نشط في الحزب الثوري المؤسساتي. وقد انتخب عضو مجلس النواب المكسيك.